# World Invasion: Alien Attack
World Invasion: Alien Attack (Originaltitel Alien Apocalypse) ist ein US-amerikanischer Science-Fiction-Film aus dem Jahr 2023 von Adrian Avila. In der Hauptrolle ist Michael Paré zu sehen. Der Film wurde von The Asylum produziert.

## Handlung
Lange Zeit sammelte ein unbemanntes Raumschiff Bodenproben des Exoplaneten Proxima B. Nun kehrt es auf die Erde zurück und die Proben werden an ein Forschungslabor der Area 51 geschickt. Dr. Daniels und seine Ex-Frau Celeste leiten die Forschungen. Bei Untersuchungen gelangt menschliches Blut in die Bodenproben, wodurch die Substanz reagiert. Dadurch verwandelt sich die Substanz in Nanobots. Kurze Zeit später befallen Schwärme von Nanobots organische Materialien sowie Lebewesen. Leiter und Direktor der Einrichtung, Herr Storm, hat jetzt zu entscheiden, die Forschung fortzuführen oder das Projekt abzubrechen, wofür er die komplette Forschungseinrichtung zerstören müsste. Aufgrund seines Zögerns ist bald die Menschheit in Gefahr.
Nach und nach schaffen es die nun als OBS bezeichneten Nanobots aus dem Labor und vermehren sich weiter. Das Militär, unter Führung von General Bennett und Captain Jensen, versucht nun, die OBS unschädlich zu machen. Nach und nach mutieren die OBS und nehmen die Gestalt von riesigen Spinnen an. Wenig später greifen Aliens in Raumschiffen die Erde an.

## Hintergrund

### Produktion
Es handelt sich um das Spielfilmdebüt als Filmregisseur von Adrian Avila. In tragenden Rollen sind Paul Logan, Christina Rose, Luke Stratte-McClure sowie Vince Duvall zu sehen. Viele Szenen wurden in einem Filmstudio im kalifornischen Burbank gedreht.

### Veröffentlichung
Der Film erschien am 3. November 2023. Am 26. Juli 2024 erschien der Film im Videoverleih in Deutschland.

## Rezeption
Auf Actionfreunde werden vor allem die Dialoge kritisiert und als „Wortkotze“ bezeichnet. Es wird die Handlung bemängelt, die in den ersten 60 Minuten überwiegend aus Gesprächen zwischen Leuten in verschiedenen Räumen besteht. Als negativ für den Film werden die schwachen CGI-Effekte bezeichnet und die vielen Logik-Löcher. Zum Cast wird geschrieben, dass sich die gezeigten Personen eher „Schauspieler schimpfen“. Lediglich Paré Schauspielerei wird als „engagiert“ bezeichnet. Final erhält der Film lediglich einen von zehn möglichen Punkten.
Aufgrund zu weniger Abstimmung hat der Film im Popcornmeter, der Zuschauerwertung auf Rotten Tomatoes, keine Wertung. In der Internet Movie Database hat der Film bei knapp 200 Stimmabgaben eine Wertung von 3,2 von 10,0 möglichen Sternen (Stand: Januar 2025).